# Robert Kurrle
Richard Kurrle (Port Hueneme, 2 febbraio 1890 – East Hollywood, 27 ottobre 1932) è stato un direttore della fotografia statunitense.

## Filmografia
- Her Great Price, regia di Edwin Carewe (1916)
- The Trail to Yesterday, regia di Edwin Carewe (1918)
- No Man's Land, regia di Will S. Davis (1918)
- Boston Blackie's Little Pal, regia di E. Mason Hopper (1918)
- Unexpected Places, regia di E. Mason Hopper (1918)
- Hitting the High Spots
- The Spender, regia di Charles Swickard (1919)
- Faith, regia di Charles Swickard (1919)
- Blind Man's Eyes, regia di John Ince (1919)
- Blackie's Redemption, regia di John Ince (1919)
- The Lion's Den
- One-Thing-At-a-Time O'Day, regia di John Ince (1919)
- Easy to Make Money, regia di Edwin Carewe
- Lombardi, Ltd.regia di Jack Conway (1919)
- The Right of Way, regia di John Francis Dillon (1920)
- Rio Grande, regia di Edwin Carewe (1920)